# Zalk
Zalk is een Nederlands dorp op de zuidoever van de IJssel in de Overijsselse gemeente Kampen. Het ligt achter de winterdijk van de IJssel tegenover Wilsum.

## Geschiedenis
Het dorp Zalk behoorde tot de Heerlijkheid en later de gemeente Zalk en Veecaten. Vanaf 1937 behoorde het tot de gemeente IJsselmuiden en sinds 2001 tot Kampen. Ten zuiden van de dorpskern, nabij waar nu de Vinkensteeg loopt, bevond zich tot 1841 de havezate Buckhorst.

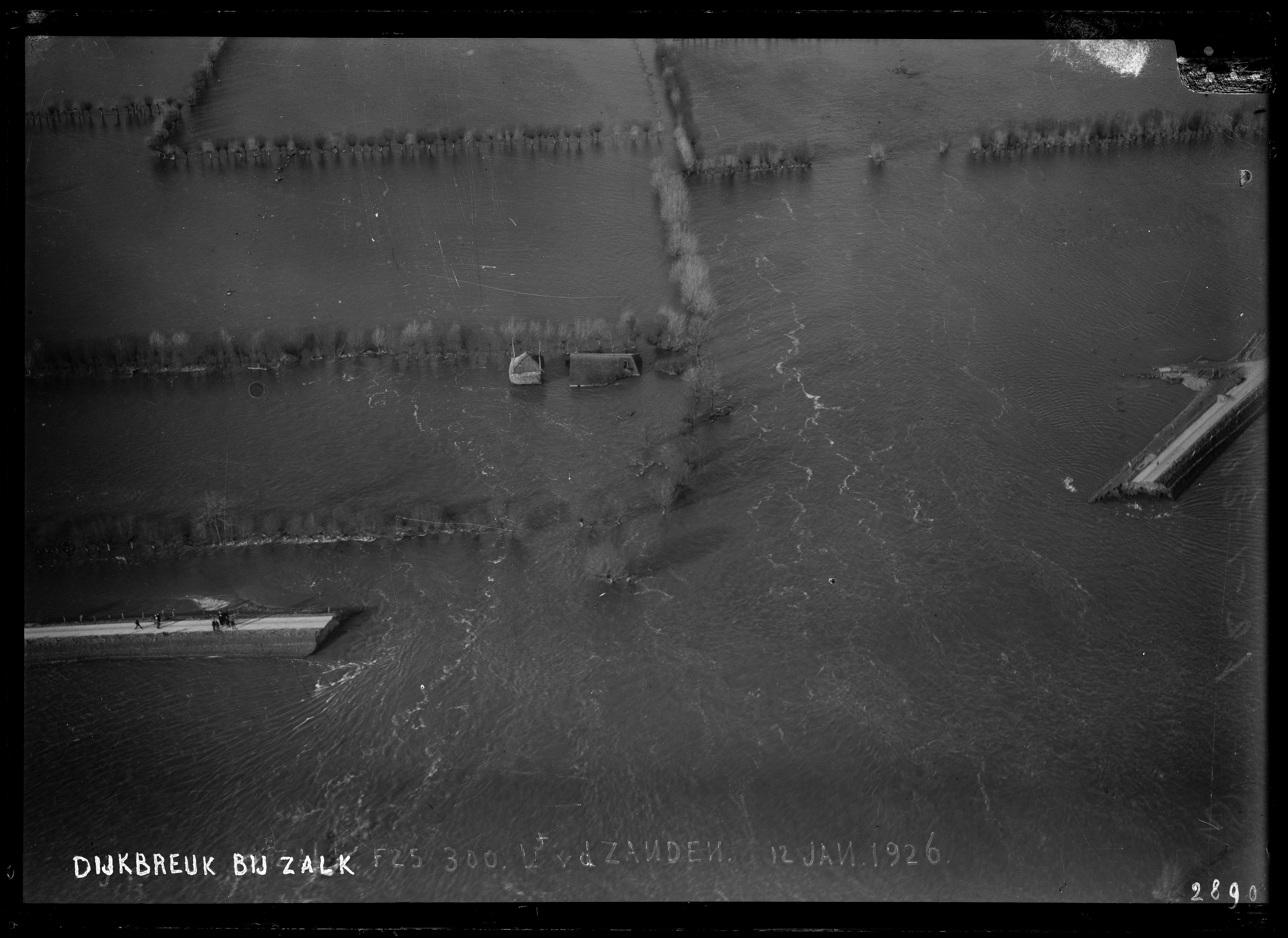
Luchtfoto 12 januari 1926, dijkdoorbraak bij Zalk

De ligging bij de rivier de IJssel biedt niet altijd een prachtig uitloopgebied bij het dorp. Op 7 januari 1926 brak onder donderend geweld het IJsselwater door een breuk in de dijk. De wegen tot bij Kamperveen en Elburg kwamen onder water te staan. Het boerderijtje van Jacob Bruggeman, dat vlak achter de dijk lag waar de breuk ontstond, werd volledig weggespoeld. De bewoners die het zagen aankomen konden met het vee op tijd wegkomen.

## Cultuur
Het belangrijkste monument is de Sint-Nicolaaskerk met romaanse toren uit 1220. Verder is er onder meer de monumentale korenmolen De Valk uit 1860.
Op het kerkplein in Zalk staat, met uitzicht op de IJssel, een beeld van een bever. Het beeld is gemaakt door Hermieneke Schaeffer en op 10 mei 1991 onthuld. Het monument herinnert aan de laatste bever van Nederland die in de herfst van 1826 door een visser op de IJssel bij Zalk werd doodgeknuppeld. De visser dacht te maken te hebben met een otter wat in die tijd werd gezien als concurrent. Vermoedelijk ging het hier om een dwaalgast omdat de bever waarschijnlijk al in de middeleeuwen was uitgeroeid. Inmiddels is de bever door een succesvolle herintroductie weer terug in Nederland.

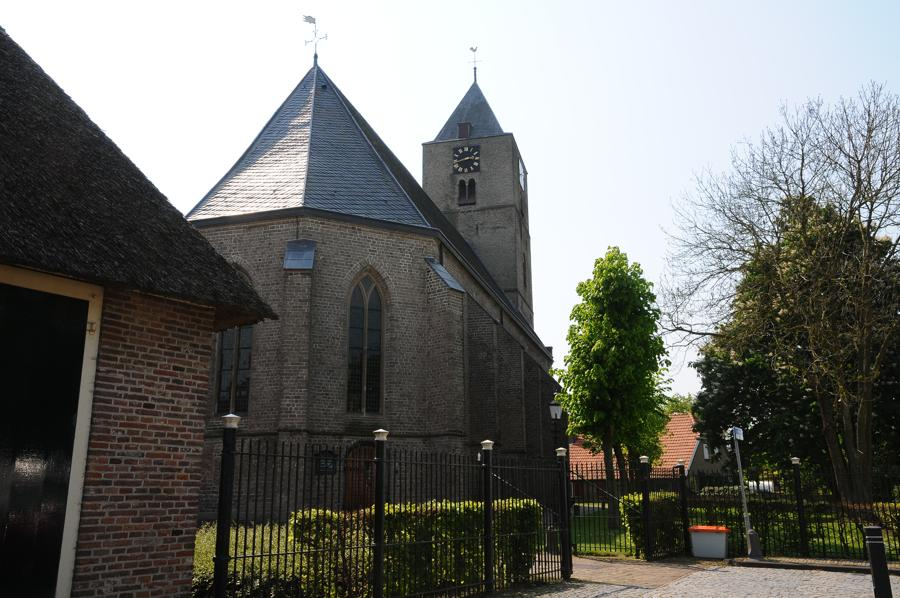
Sint Nicolaaskerk van Zalk
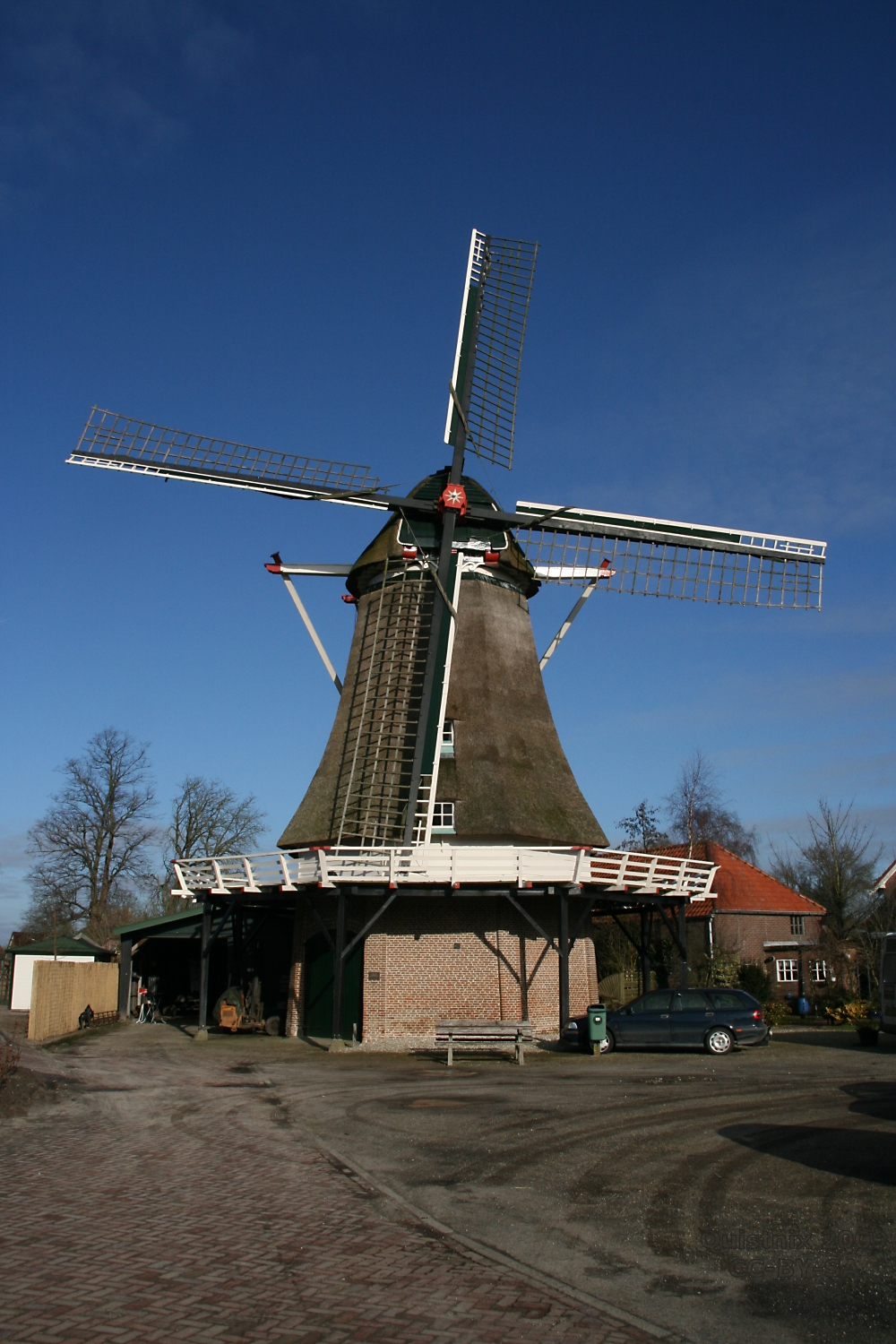
Molen 'De Valk' in Zalk
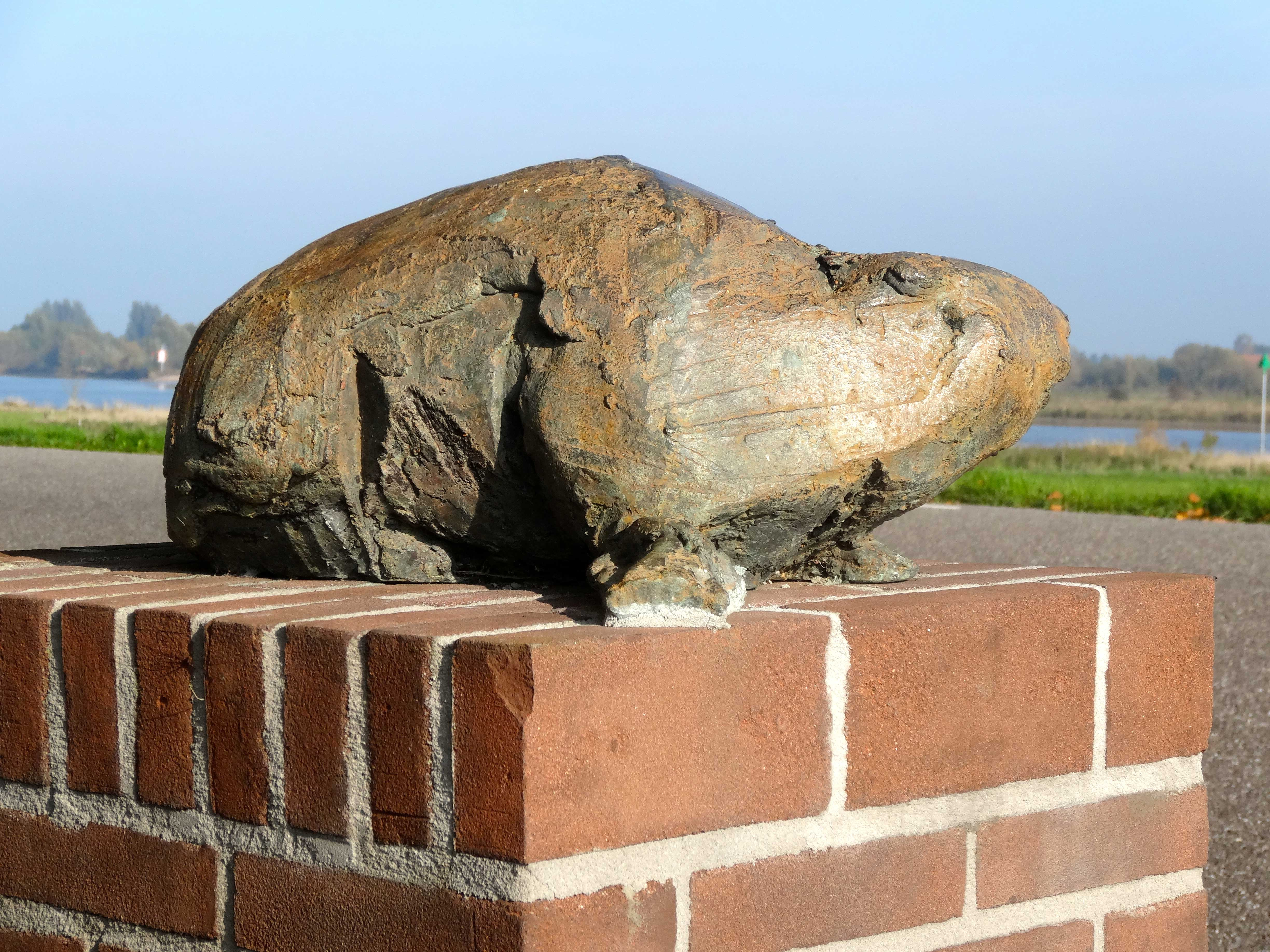
Beeld van de laatste bever van Nederland (H. Schaeffer)

## Natuur
In de uiterwaard ten noorden van Zalk bevindt zich het Zalkerbos. Dit bos wordt beschouwd als het best ontwikkelde hardhoutooibos van Nederland. In het verleden kwamen dergelijke bossen meer voor in het rivierengebied. Toen het rivierengebied in de vroege Middeleeuwen echter dichter bevolkt raakte, werden juist de groeiplaatsen van het droge hardhoutooibos (zandige stroomruggen, oeverwallen, rivierduinen) gebruikt voor bewoning en als landbouwgrond. Het Zalkerbos is een van de weinige hardhoutooibossen die behouden zijn gebleven.
De gemeente Kampen beheert het Zalkerbos als hakhoutbos. De stoven van de gekapte essen en iepen zijn bij een wandeling door het gebied goed zichtbaar. Naast es en iep bestaat de boomlaag in het gebied uit eik en populier. De ondergroei van het Zalkerbos is bijzonder rijk. Soorten als slangenlook, kraailook en schaafstro hebben er een plek gevonden. In 2016 is in het kader van het project Ruimte voor de rivier het bos uitgebreid. De toplaag van de omliggende weilanden is hierbij verwijderd en inheemse jonge bomen en struiken zijn aangeplant.
Ook van de ten noorden en oosten van het Zalkerbos gelegen weilanden is de (voedselrijke) toplaag afgeplagd. Het kleiige noordelijke deel zal zich hierna ontwikkelen tot een vochtig bloemrijk grasland. Het zandige oostelijke deel is veel droger en voedselarmer. De reliëfrijke zandbodem biedt hier een unieke uitgangsituatie voor de ontwikkeling van een stroomdalgrasland van de associatie van sikkelklaver en zachte haver. In 2018, twee jaar na afplaggen heeft hier een inventarisatie plaatsgevonden waarbij wel 221 verschillende plantensoorten zijn aangetroffen. Hieronder zijn soorten als wilde averuit, geel walstro, kruisdistel en tripmadam. Dit wijst erop dat dit deel van het gebied zich aan het ontwikkelen is richting stroomdalgrasland. Naast het ten noorden van het dorp gelegen natuurgebied Zalkerbos, ligt er ten oosten een plas-drasgebied genaamd Bentinckswelle en aansluitend daarvan in de Gelderse gemeente Hattem Aersoltweerde. Via de IJssel is ook het natuurgebied Vreugderijkerwaard bij Spoolde ermee verbonden.
Het Zalkerbos en de noordelijke oeverwal zijn openbaar toegankelijk via het laarzenpad Zalk.

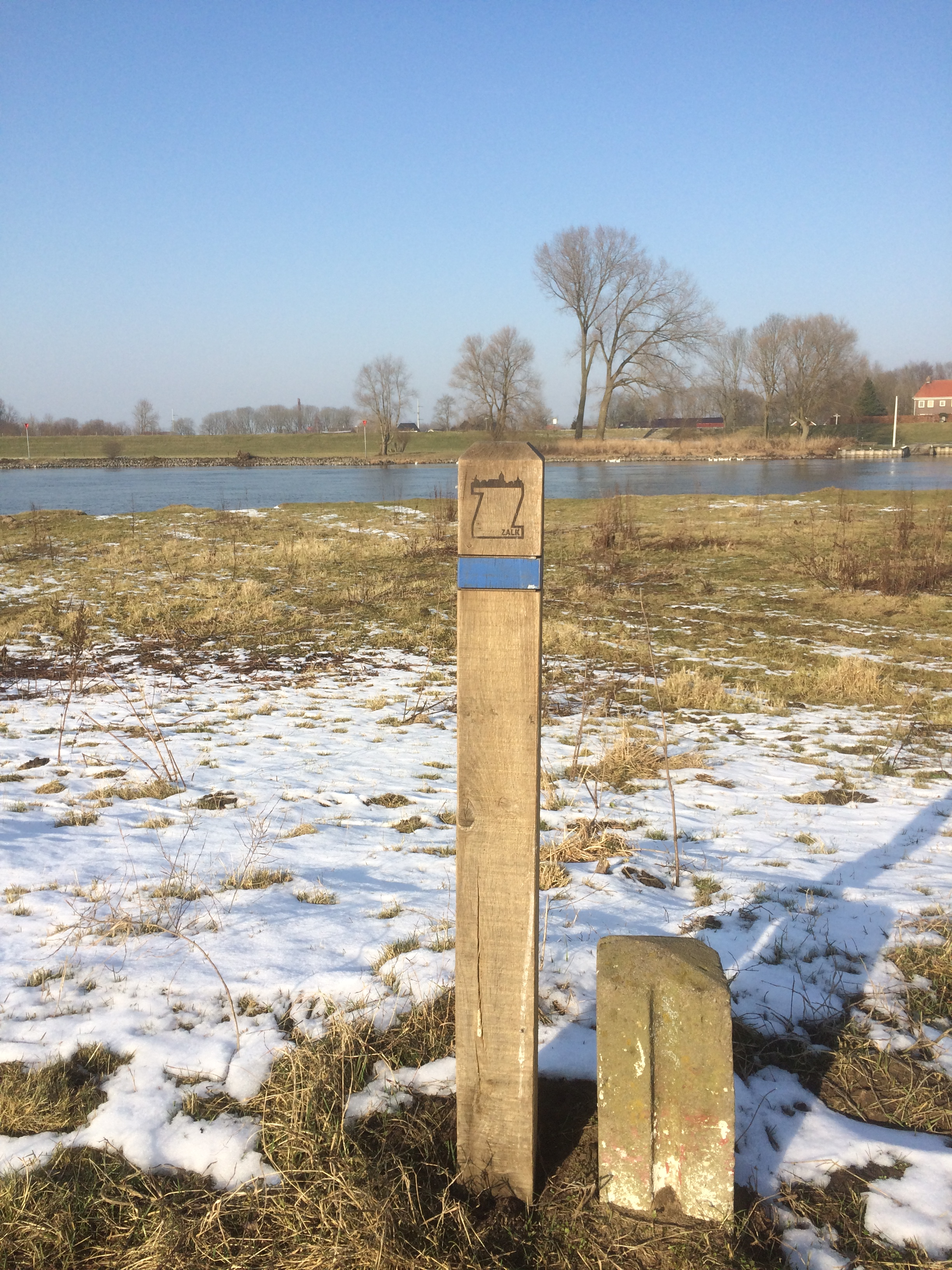
Laarzenpad Zalkerwaard
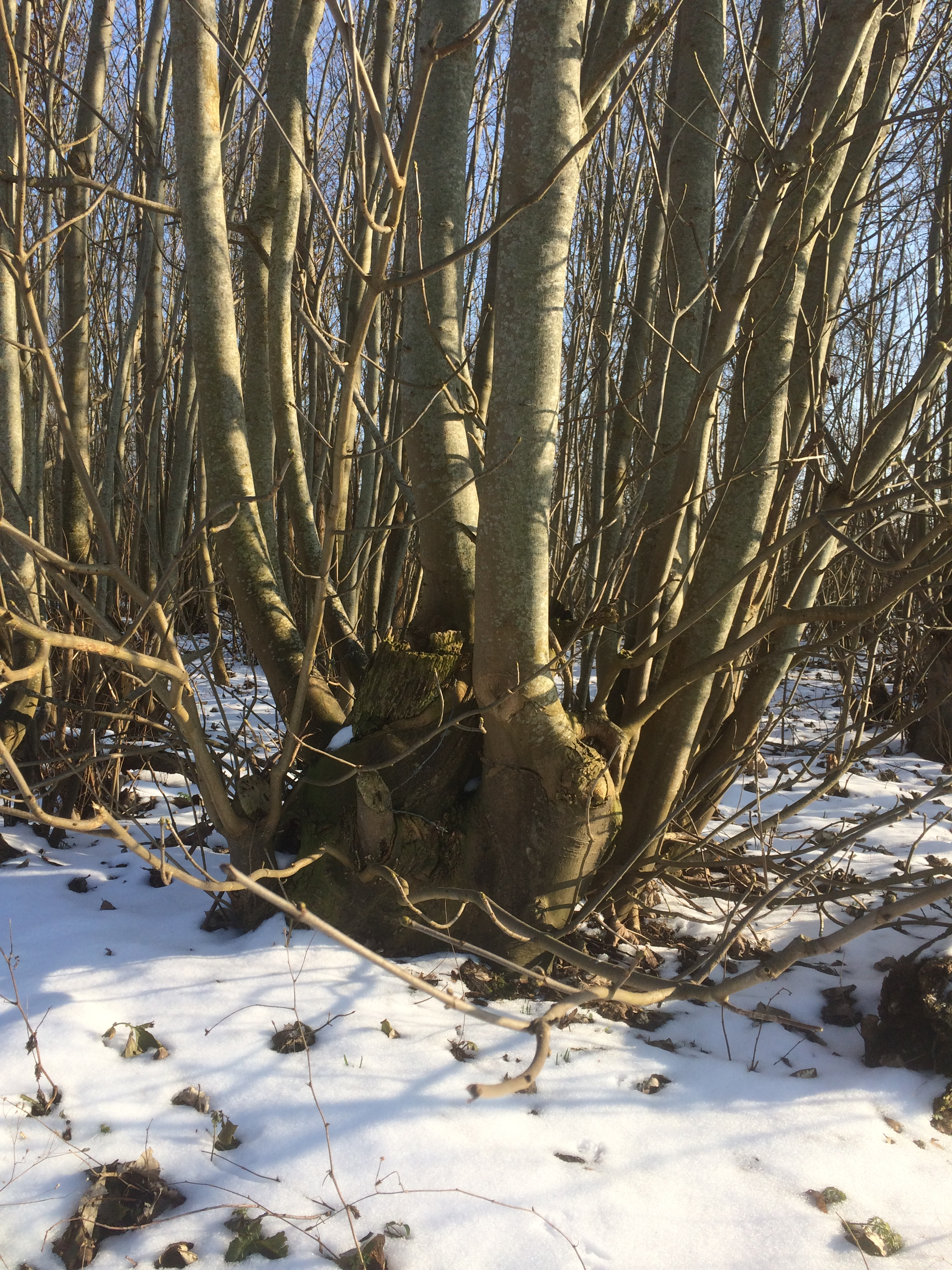
Essenstoof in Zalkerbos
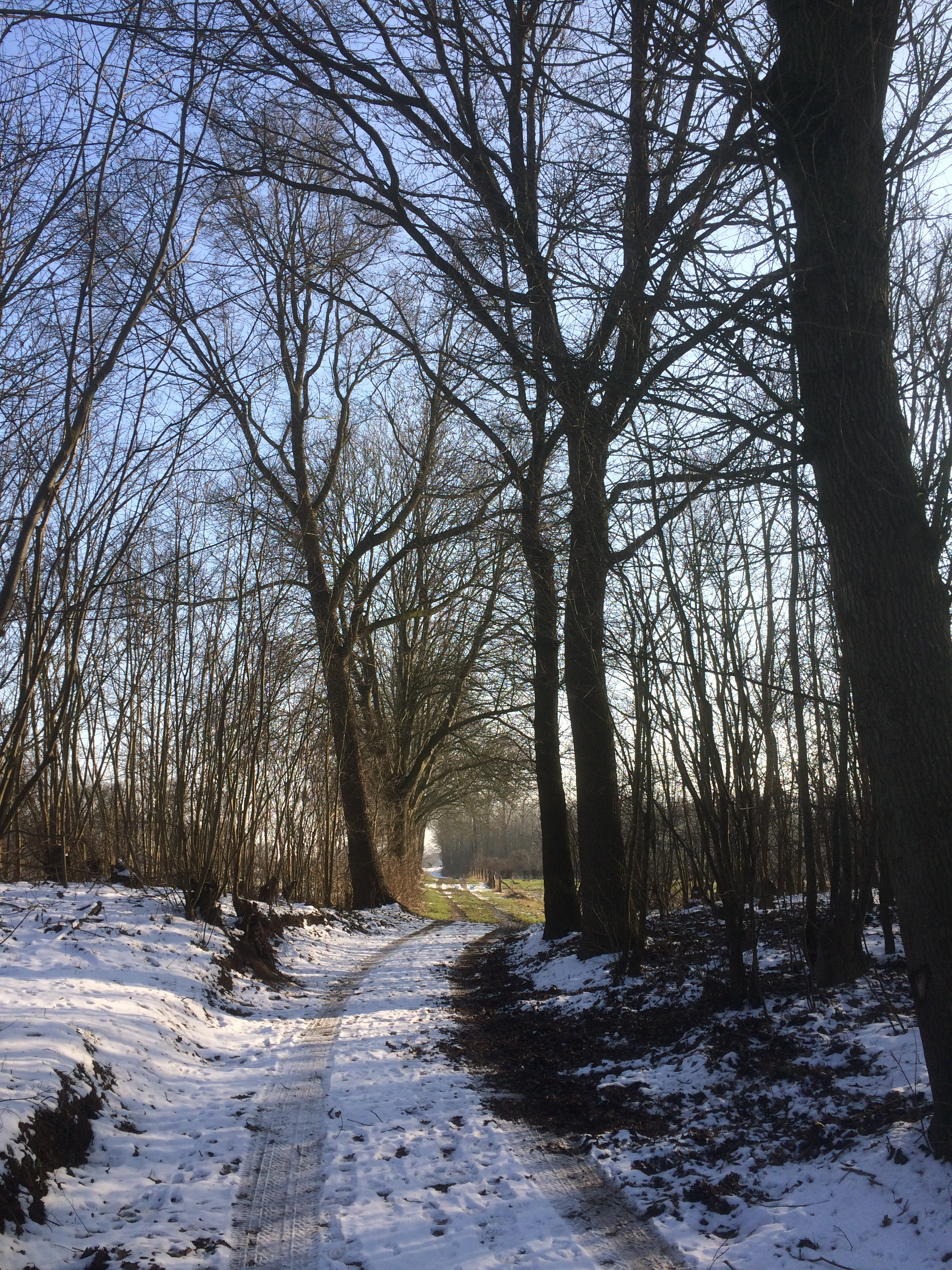
Zalkerbos bij Zalk
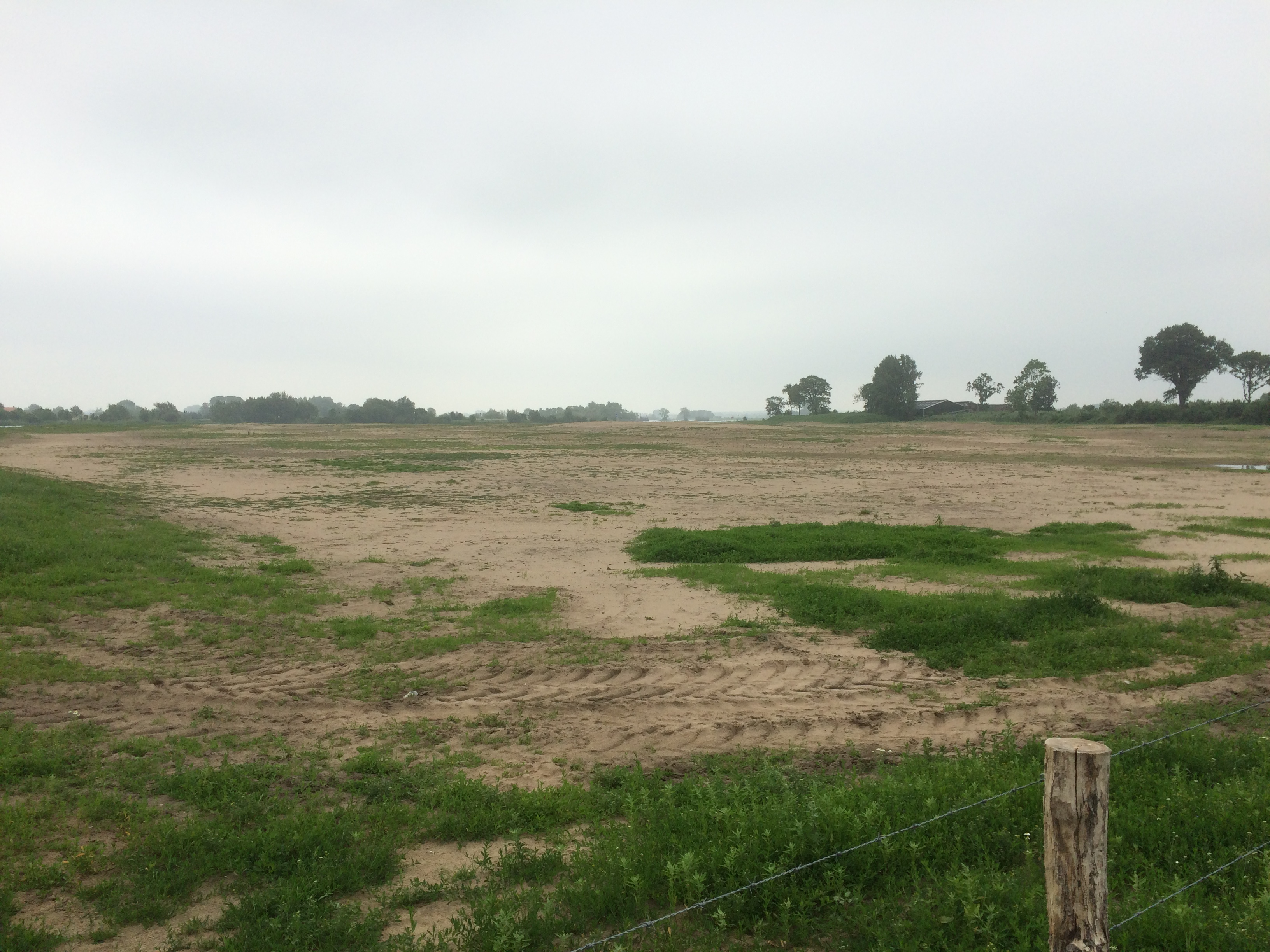
Het in 2016 afgeplagde gebied voor de ontwikkeling van stroomdalgrasland
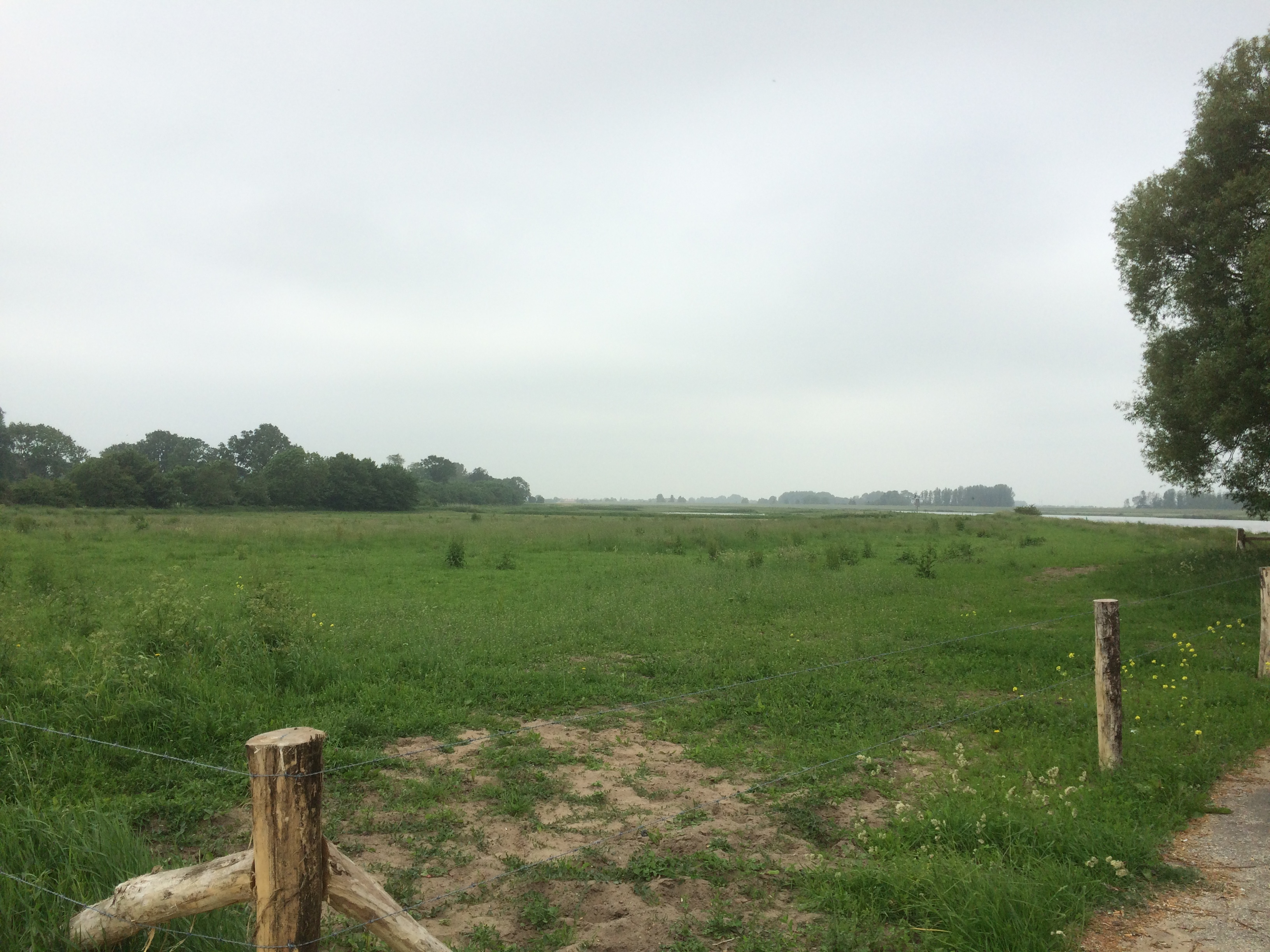
Het in 2016 afgeplagde gebied voor de ontwikkeling van plas-dras weiland
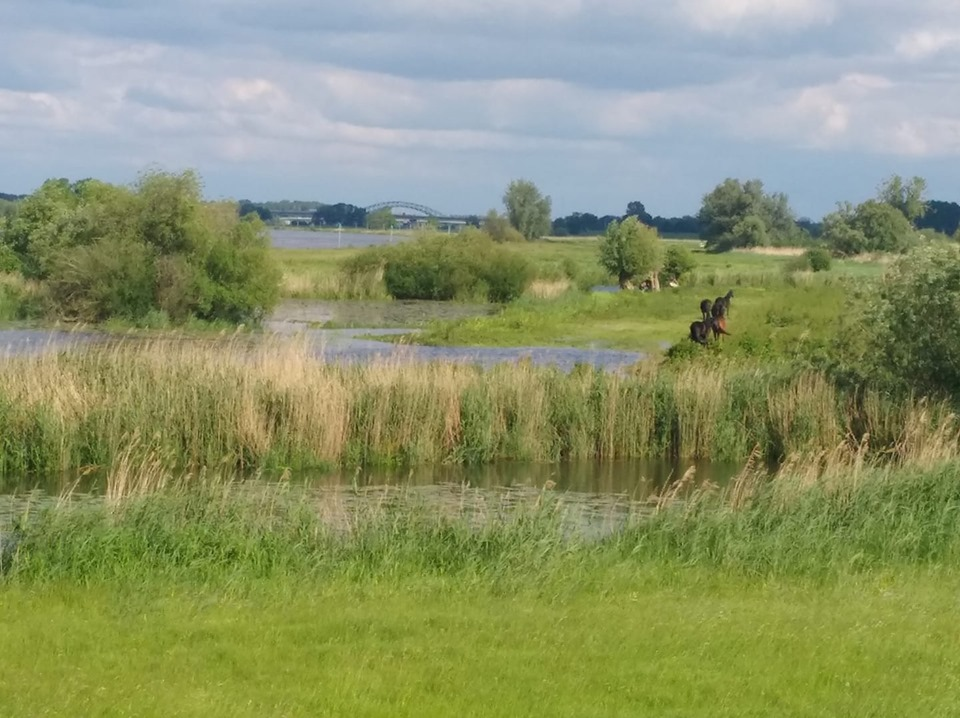
Doorkijk vanaf Bentickswelle en de IJssel  naar de Oude IJsselbrug bij Zwolle en naar Aersoltsweerde in het Gelderse Hattem
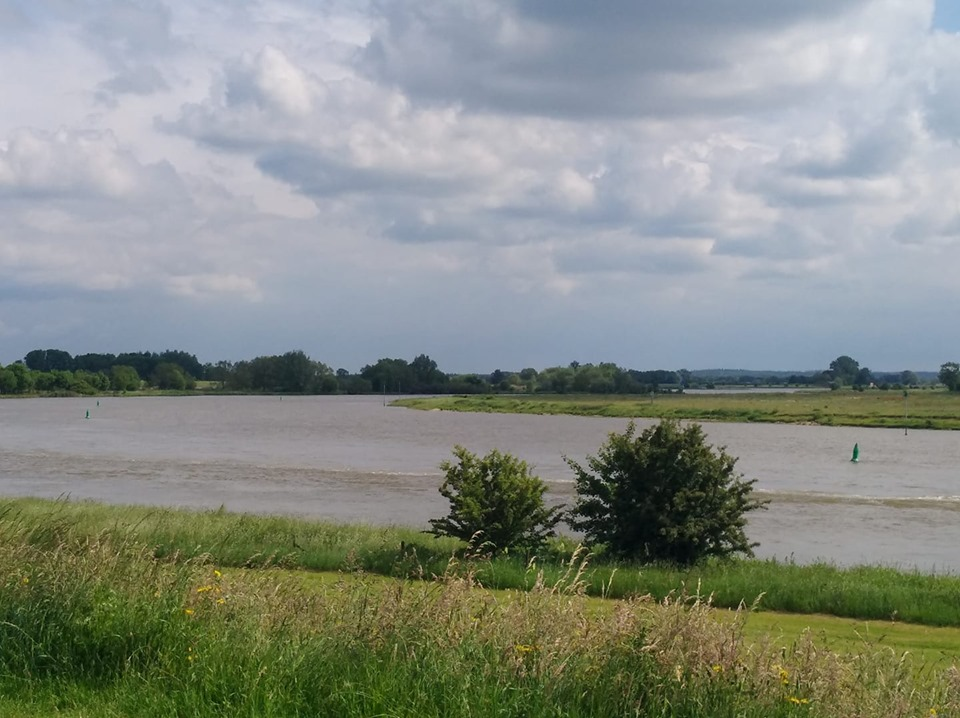
Doorkijk ter hoogte van Zalkerveer (Veecaten) via de IJssel naar de Zalkerwaard, Bentinckswelle, Vreugderijkerwaard en de stuwwal van de Veluwe

## Verkeer en vervoer
Voorheen lag ten zuiden van Zalk de spoorlijn Hattem - Kampen Zuid. Van 1913 tot en met 1933 had Zalk aan deze spoorlijn een eigen stopplaats, te weten stopplaats Zalk. Tegenwoordig ligt op dit tracé ongeveer de Rijksweg 50 en is ernaast de spoorlijn Lelystad - Zwolle gebouwd.
Aan de IJssel ligt het voetveer het Zalkerveer, dat in de zomerperiode tussen Zalk en 's-Heerenbroek vaart.

## Bekende inwoners
Zalk is in Nederland nationaal bekend geworden als woonplaats van het 'kruidenvrouwtje' Klazien uit Zalk. Tevens heeft programmamaker en vogelkenner Nico de Haan een groot deel van zijn jeugd in Zalk doorgebracht, toen zijn vader er dominee was in de Sint-Nicolaaskerk.

## Zalk in media
Zalk is onder andere gebruikt als filmlocatie voor de tv-serie Oorlogswinter uit 1975, naar het boek van Jan Terlouw.